# Jean François Chalgrin

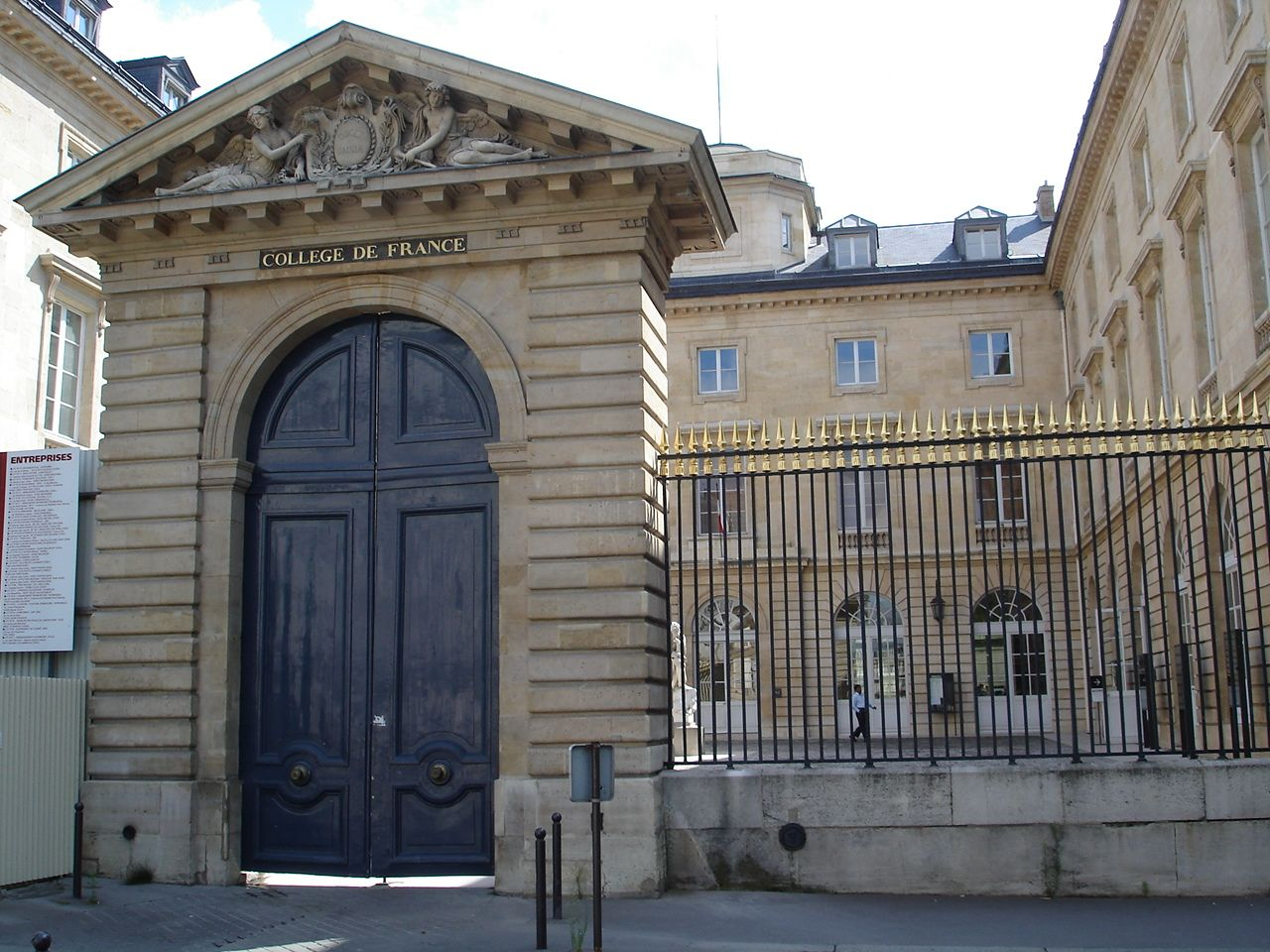
Collège de France (1780–84)

Jean François Chalgrin (Párizs, 1739. – Párizs, 1811. január 21.) francia építész. Megteremtette a 18. század utolsó harmadának neoklasszikus bazilikamodelljét, s megtervezte és elkezdte építeni a párizsi Arc de Triomphe-ot.

## Élete és munkássága

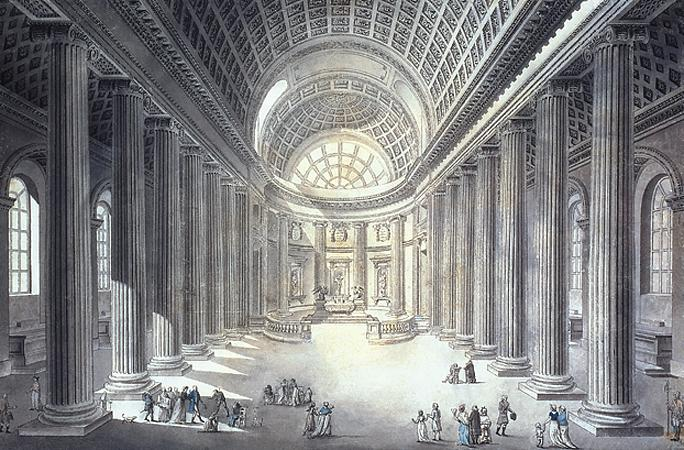
Saint-Philippe-du-Roule, templombelső, (1769)

Louis-Adam Loriot tanítványa, Canevale növendéktársa Giovanni Niccolo Servandoninál; Moreau Desproux kollégája. Építészeti nagydíjat nyert 1758-ban, 1759-ben római tanulmányútra ment. Párizsba való visszatérése után építési felügyelői kinevezést kap. Nem volt kísérletező építész, nem fűtötte forradalmi romantika, nem lelkesedett a modern klasszicizmusért, de nagyon értette a szakmáját, a XVIII. században tökéletesen tudta rekonstruálni, hogyan építkeztek a rómaiak, bármely munkáját nézzük is, látjuk, hogy erőt, tekintélyt, hangsúlyt kölcsönöz a forrongó Franciaországnak, majd a fiatal köztársaságnak (függetlenül attól, hogy ott éppen császár vagy király uralkodik). Egy nagyhatalom légkörében él, s ezt erősíti az ő köveivel, márványaival, oszlopaival, mennyezet- és szobordíszeivel. E nagyhatalom csak a görögökhöz és a rómaiakhoz mérhető. A franciák minden új nagy építészeti alkotásuk ellen tiltakoznak, aztán rájönnek, éppen az kellett nekik, a római bazilika formára modellezett templom előtt metro-állomás van ; ilyen a Diadalív is, beleolvadt a franciák történelmébe, hétköznapokon autós körforgalom van körülötte, ünnepnapokon ott koszorúzza az államfő az ismeretlen katona sírját. Helyreállítja a párizsi Saint-Sulpice északi tornyát, mivel a templom egy részét villámcsapás rombolta le. Ő építi meg a Saint Viatique kápolnát és keresztelőkápolnát. Felépíti 1780-84-ben a College de France-ot. 1795-től a Luxemburg palotán dolgozik, ahol a díszlépcsőt és a jobbszárnyat építi meg, majd megtervezi az udvar oszlopsorát, s megalkotja a Szenátus üléstermét. Ugyanekkor belsőépítésze az Odeon-színháznak.

### Első számú fő műve
1769-ben a Saint Philippe du Roule nevű neoklasszikus templommal megteremti a 18. század utolsó harmadának bazilikamodelljét. Felirat a templom timpanonja alatt: "DOM.SURINVOCSANCTLPHILIPPLAPOSTOLI" (Ház Aspostoli Szent Fülöpnek).

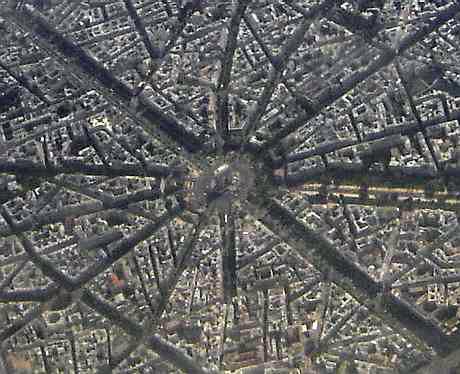
Etoile tér

### Második számú fő műve
Chalgrin tervezte I. Napóleon megbízásából 1806-tól az Étoile térre (ma Charles de Gaulle tér) az Arc de Triomphe nagy Diadalívet, ennek a Diadalívnek főleg III. Napóleon uralkodásáig, de még később is igen nagy szerepe volt a párizsi városrendezésben. Az Arc de Triomphe 49 méter magas, 45 méter széles, mélysége pedig 22 méter. A díszítő szobrok Rude, Cortot és Etex alkotásai. Ez a hatalmas diadalív Bonaparte Napóleon hadseregének dicsőségét volt hívatott szolgálni. A napóleoni hadseregnek szentelt emlékmű azoknak az új útvonalaknak a metszéspontjában lett felállítva, amelyeknek nyomvonala egy csillag fénysugaraira emlékeztet. Pontosan a Louvre központi tengelyének vonalában helyezkedik el, s ezzel a tengellyel köti össze Párizs legszebb sugárútja, a Champs-Élysées. Chalgrin e nagy művének befejezését sem a megbízó, sem az építész nem érte meg. Chalgrin tanítványai fejezték be az építkezést, Goust irányította a munkát, majd Jean Nicolas Huyot, végül Guillaume Abel Blouet fejezte be, 1836-37-ben készült el.
Fontaine és Percier Carrousel-diadalíve a Tuileriák kertje és az Etoile tér közötti perspektíva tökéletesítése végett épült meg 1806-08-ban, meg azért, hogy Bonaparte austerlitzi csatájának emlékét megörökítse. Érdekes, mind Fontaine, mind Percier alkotásaiban volt egy visszafogottság, ez az empire, hozzájuk képest Chalgrin szárnyaló neoklasszicista építész, de a Diadalíven megjelenik az empire stílus, Napóleontól szinte elválaszthatatlan ez a stílus, s a maga helyén mindegyik tökéletes, általuk (is) harmóniát sugároz a francia főváros.

## Galéria

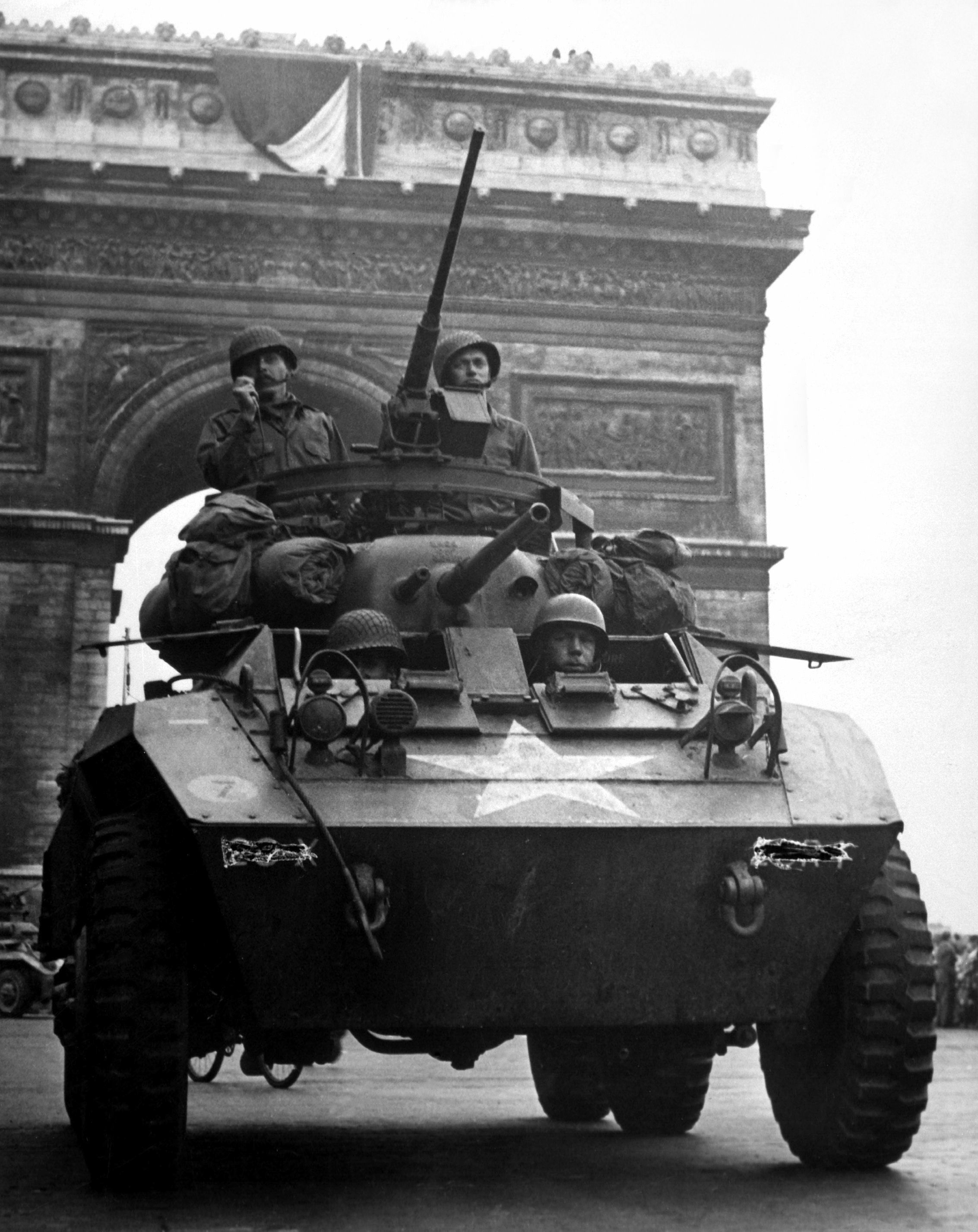
Amerikaiak tankkal az Arc de Triomphe körül 1944 augusztusában
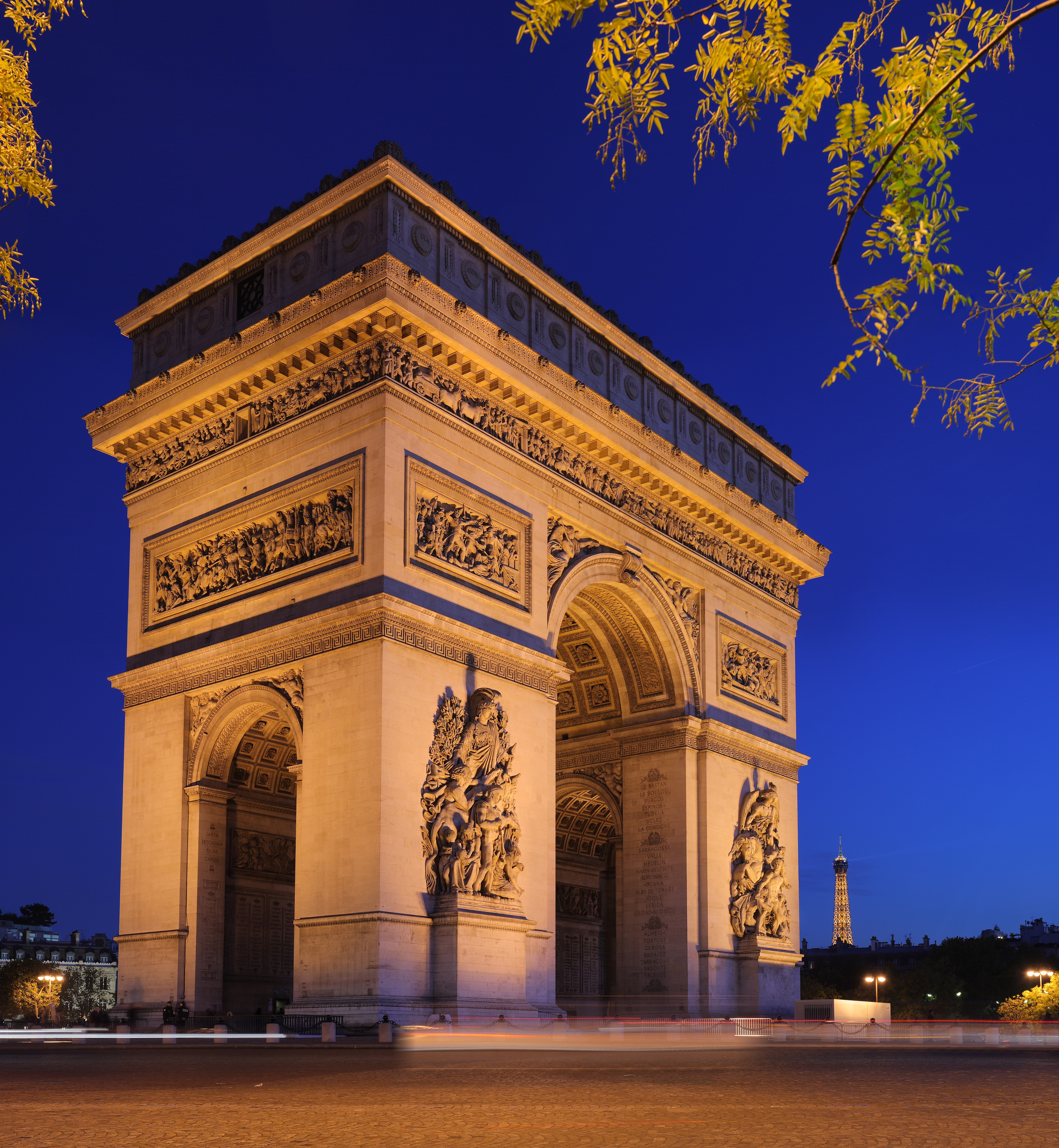
Arc de Triomphe napjainkban
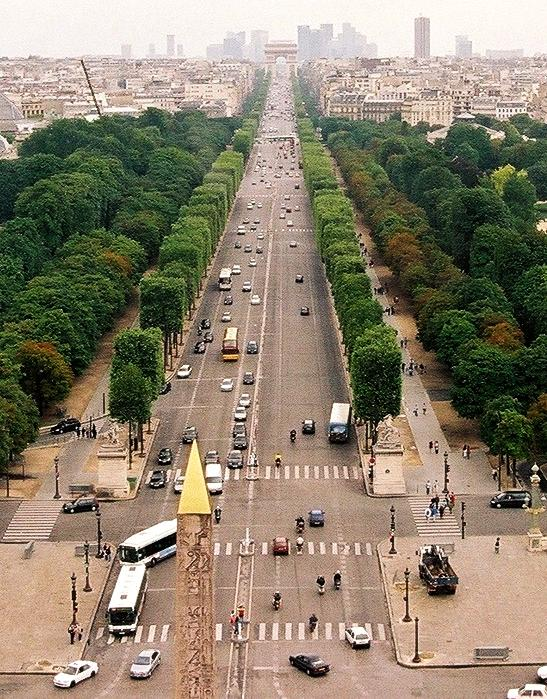
Arc de Triomphe a Champs-Élysées sugárúttal, előtérben a Concorde téri Obeliszk
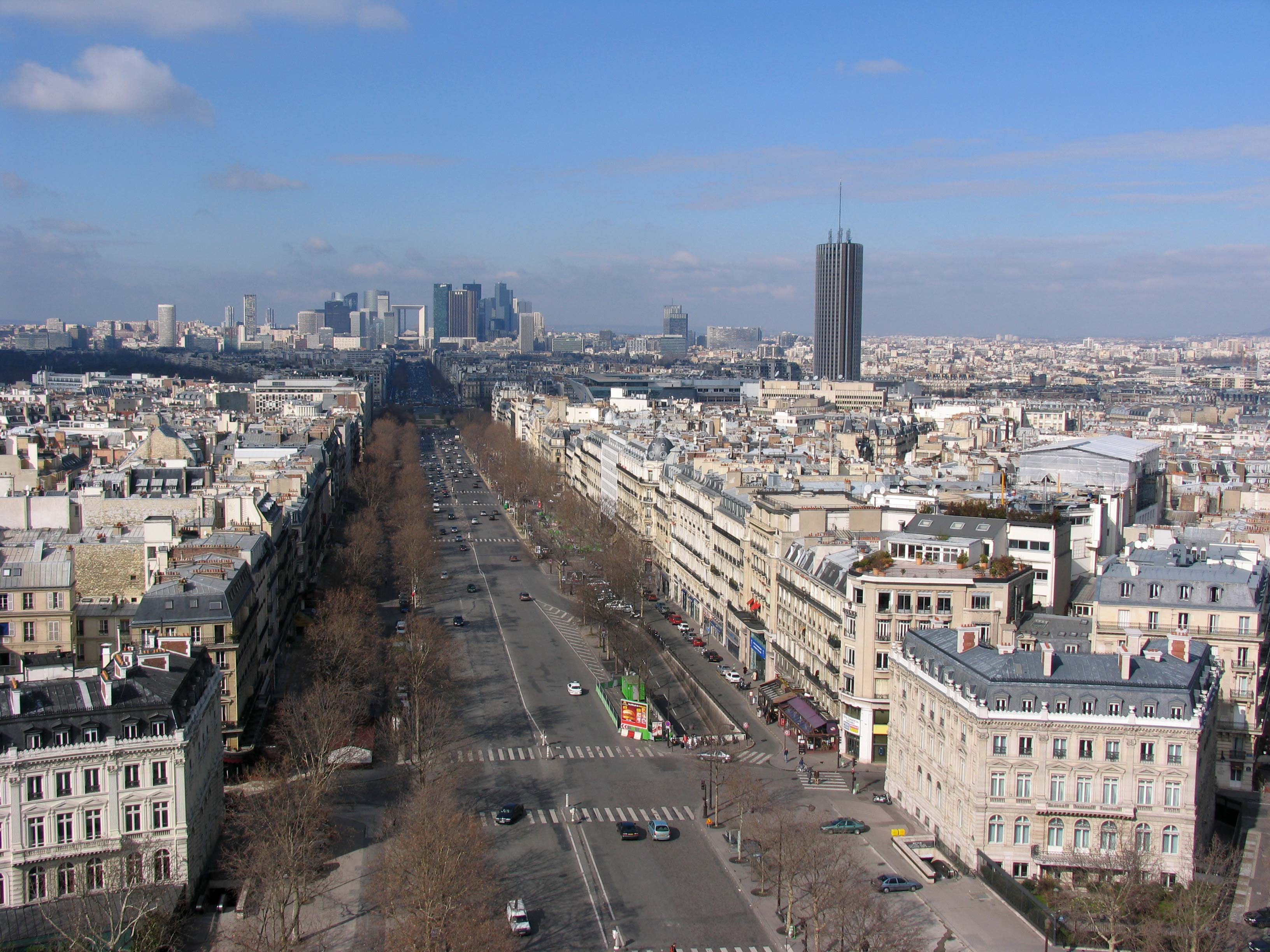
Kilátás az Arc de Triomphe tetejétől az új Defense negyedre (Arc de la Defense)